# Slag bij Collierville
De Slag bij Collierville vond plaats op 3 november 1863 in Shelby County, Tennessee tijdens de Amerikaanse Burgeroorlog. De Zuidelijke cavalerie voerde een onsuccesvolle aanval uit op het Noordelijke garnizoen van Collierville.
De Zuidelijken voerden verschillende raids uit op de communicatielijnen van het Noordelijke XV Corps onder leiding van generaal-majoor William T. Sherman. Eén van deze communicatielijnen was de Memphis & Charleston Railroad. De Noordelijken gebruikte onder andere deze spoorweg om hun korpsen te bevoorraden die op weg waren naar Chattanooga die belegerd werd door de Zuidelijke generaal Braxton Bragg. Toen een cavaleriedivisie onder leiding van de Zuidelijke brigadegeneraal James R. Chalmers vernam dat er slechts één Noordelijke regiment de stad Collierville beschermde, besliste hij om deze aan te vallen. De Noordelijken onder leiding van kolonel Edward Hatch had echter meer soldaten achter de hand dan de Zuidelijken vermoeden. Hatch had soldaten in Germantown gelegerd. Dit stadje lag 8 km verderop in westelijke richting. Hatch werd tijdig gewaarschuwd van Chalmers opmars en kon tijdig de versterkingen uit Germantown aanvoeren.
Chalmers viel de stad aan vanuit Zuidelijke richting met de brigades van McCulloch en Slemon. Het Noordelijke garnizoen bestond uit acht compagnies en twee houwitsers van de 7th Illinois Cavalry Regiment. Ze werden snel versterkt met de 6th Illinois en 2nd Iowa Cavalry Regiments onder leiding van Hatch. Slemons brigade zette als eerste de aanval in op de Noordelijke stellingen. Deze aanval werd afgeslagen. Toen de Noordelijken versterkingen op de vijandelijke flanken verschenen trok Chalmers zich terug naar Mississippi. Hij verloor 6 doden, 63 gewonden en 26 gevangenen. De Noordelijken hadden ongeveer 60 slachtoffers verloren. De Memphis & Charleston Railroad bleef open voor Noordelijke treinverkeer.